# Jay Weinberg
Jay Weinberg, född 8 september 1990 i Middletown Township, New Jersey, är en amerikansk musiker som spelade trummor i  Slipknot.
Under delar av Bruce Springsteens Working on a Dream Tour i Europa 2009 vikarierade Weinberg som trumslagare i det legendariska kompbandet E Street Band. Jay är son till E Street Bands ordinarie trumslagare Max Weinberg.
Han har även spelat med punkbandet The Reveling., Against Me! (2011–2012) och Madball (skivan Empire 2010).
Jay Weinberg anslöt till Slipknot innan bandets femte album .5: The Gray Chapter som släpptes i oktober 2014. I november 2023 meddelade Slipknot att Weinberg tvingas lämna bandet.